# Waschhaus (Souzy-la-Briche)

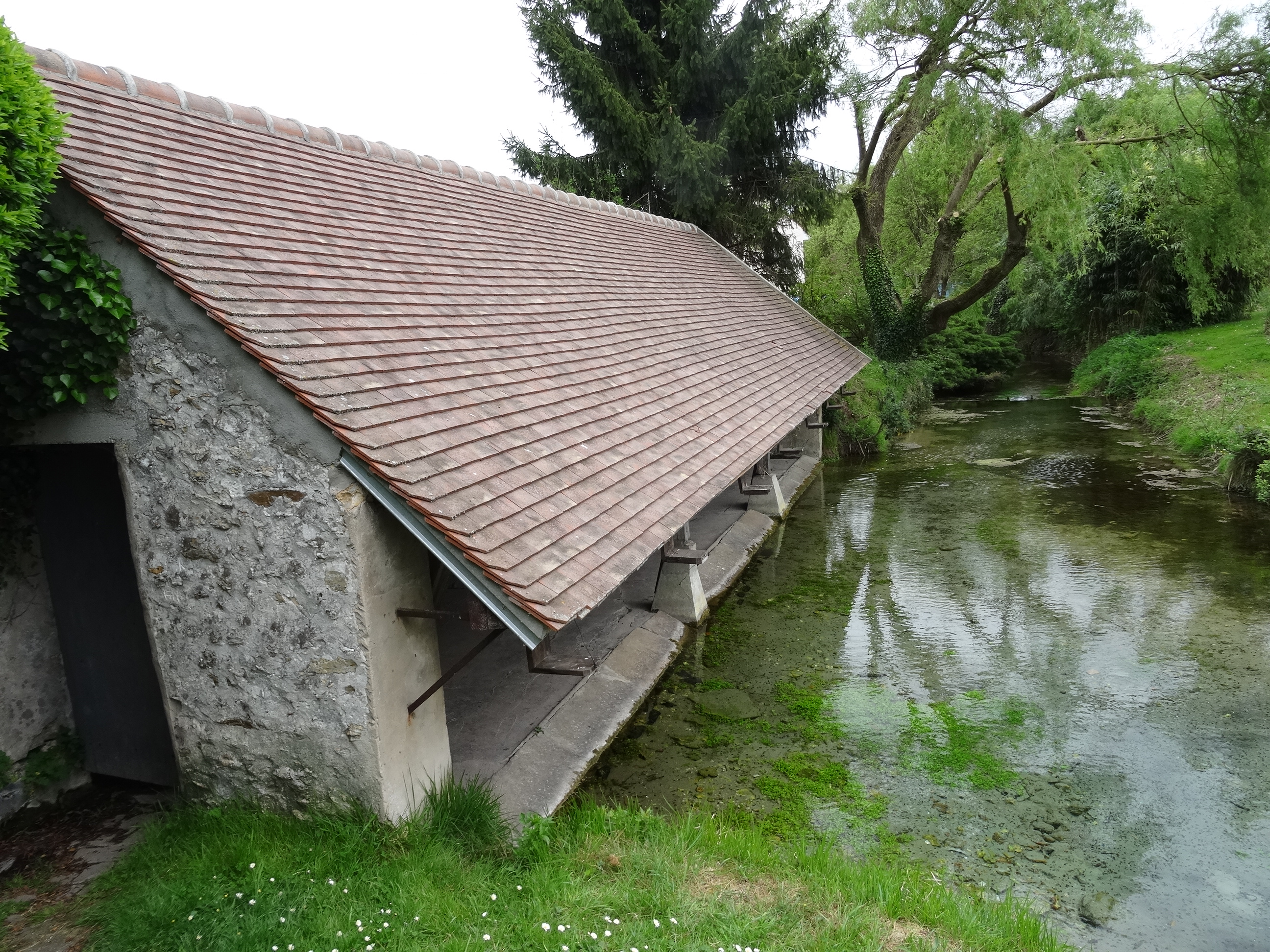
Waschhaus in Souzy-la-Briche

Das Waschhaus (französisch lavoir) in Souzy-la-Briche, einer französischen Gemeinde im Département Essonne in der Region Île-de-France, wurde im 19. Jahrhundert errichtet.  
Das öffentliche Waschhaus am Chemin des Sources besteht aus Bruchsteinmauerwerk und wird von einem Satteldach gedeckt. Das Wasserbecken wird von einer Quelle gespeist.